# Ashton-Tate

Logo firmy Ashton-Tate

Ashton-Tate – amerykańskie przedsiębiorstwo software’owe założone w 1980 r. przez Hala Lashlee i George’a Tate’a, którego głównym produktem był system obsługi baz danych dBASE II, opracowany przez C. Wayne’a Ratliffa. Przedsiębiorstwo rozwijało też inne produkty, m.in. pierwszy pakiet biurowy dla MS-DOS Framework, MultiMate i dBASE dla Macintosha. W połowie lat 80. Ashton-Tate był jednym z czołowych producentów oprogramowania dla maszyn PC, jednak w 1991 r. przedsiębiorstwo wykupił Borland, który zrezygnował z wszystkich produktów z wyjątkiem dBASE i InterBase.